# Expansión métrica del espacio
La expansión métrica del espacio es la descripción del espacio-tiempo por una métrica que cambia con el tiempo de modo que la distancia entre dos puntos cambia con el tiempo. Ecuaciones diferenciales explican cómo se expande el universo en el modelo del Big Bang; una característica de nuestro universo corroborada por todos los experimentos cosmológicos, cálculos astrofísicos y medidas tomadas hasta la fecha. La métrica que describe formalmente la expansión en el modelo estándar de Big Bang se conoce como métrica de Friedman-Lemaître-Robertson-Walker. [cita requerida]
La expansión del espacio es conceptualmente igual  de otros tipos de expansiones y explosiones que son vistas en la naturaleza. Nuestra comprensión del "tejido del universo" (el espacio-tiempo) implica que el espacio y el tiempo no son absolutos, sino que se obtienen a partir de una métrica que no se  puede cambiar. En la métrica de expansión del espacio, más que objetos en un espacio fijo alejándose hacia el vacío, es el espacio que contiene los objetos el que está cambiando propiamente dicho. Es como si los objetos no se movieran por sí mismos, el espacio está "creciendo" de alguna manera entre ellos.
Debido a que es la métrica que define la distancia la que está cambiando más que los objetos moviéndose en el espacio, esta expansión (y el movimiento resultante son objetos alejándose) no está acotada por la velocidad de la luz que resulta de la relatividad especial.
La teoría y las observaciones sugieren que muy al principio de la historia del universo, hubo una fase "inflacionaria" donde esta métrica cambió muy rápidamente y que la dependencia del tiempo restante de esta métrica es que observamos la así llamada expansión de Hubble, el alejamiento de todos los objetos gravitacionalmente acotados en el universo. El universo en expansión es por tanto una característica fundamental del universo en el que habitamos, un universo fundamentalmente diferente del universo estático que Albert Einstein consideró al principio cuando desarrolló su teoría gravitacional.
Durante la época inflacionaria, alrededor de 10−32 segundos después del Big Bang, el universo se expandió repentinamente, y su volumen se incrementó por un factor de al menos 1078 (una expansión de la distancia por un factor de al menos 1026  en cada una de las tres dimensiones), equivalente a expandir un objeto de 1 nanómetro (10−9 m, cerca de la mitad del ancho de una molécula de ADN) de longitud a uno de aproximadamente 10,6 años luz (cerca de 1017 m ) de largo. Después de esto, una expansión mucho más lenta y gradual del espacio continuó, hasta que alrededor de 9.800 millones de años después del Big Bang (hace 4.000 millones de años)comenzó a expandirse gradualmente más rápidamente, y aún lo sigue haciendo.
La expansión métrica del espacio es de un tipo completamente diferente de las expansiones y explosiones que se observan en la vida cotidiana. También parece ser una propiedad del universo en su conjunto, más que un fenómeno que se aplica sólo a una parte del universo o que puede observarse desde "fuera" del mismo.
Los físicos han postulado la existencia de la energía oscura, apareciendo como una constante cosmológica en los modelos gravitacionales más simples, como una forma de explicar la aceleración. De acuerdo con la extrapolación más simple del modelo cosmológico actualmente favorecido, el modelo Lambda-CDM, esta aceleración se vuelve más dominante en el futuro. En junio de 2016, los científicos de la NASA y la ESA reportaron que se encontró que el universo se expandía entre un 5% y un 9% más rápido de lo que se pensaba anteriormente, basado en estudios que utilizaban el Telescopio Espacial Hubble.
Mientras que la relatividad especial prohíbe que los objetos se muevan más rápido que la luz con respecto a un marco de referencia local donde el espaciotiempo puede ser tratado como plano e invariable, no se aplica a situaciones en las que la curvatura del espaciotiempo o la evolución en el tiempo se vuelven importantes. Estas situaciones se describen mediante la relatividad general, que permite que la separación entre dos objetos distantes aumente más rápidamente que la velocidad de la luz, aunque la definición de "separación" es diferente de la utilizada en un marco inercial. Esto puede ser visto cuando observamos galaxias distantes más allá del radio de Hubble (aproximadamente 4,5 gigaparsecs o 14,7 mil millones de años luz); estas galaxias tienen una velocidad de recesión que es más rápida que la velocidad de la luz. La luz que se emite hoy en día desde estas galaxias más allá del horizonte de eventos cosmológicos, alrededor de 5 gigaparsecs o 16 mil millones de años luz, nunca llegará a nosotros, aunque todavía podemos observar la luz que estas galaxias emitieron en el pasado -véase universo observable-. Debido a la alta tasa de expansión, también es posible que una distancia entre dos objetos sea mayor que el valor calculado multiplicando la velocidad de la luz por la edad del universo. Estos detalles son una fuente frecuente de confusión entre los aficionados e incluso los físicos profesionales. Debido a la naturaleza no intuitiva del tema y a lo que algunos han descrito como opciones "descuidadas" de redacción, ciertas descripciones de la expansión métrica del espacio y los conceptos erróneos a los que tales descripciones pueden llevar, son un tema permanente de discusión dentro de la educación y la comunicación de los conceptos científicos.

## Introducción

La expansión del universo avanza en todas las direcciones determinada por la constante de Hubble actual. Sin embargo, la constante de Hubble pudo cambiar en el pasado y puede cambiar en el futuro dependiendo del valor observado de los parámetros de densidad. Antes del descubrimiento de la energía oscura, se creyó que el universo estaba dominado por la materia, que este gráfico se corresponde con la relación de la densidad de materia con la densidad crítica, que en este caso se ha tomado igual a 1 de acuerdo con las observaciones más recientes.

Una métrica define cómo se puede medir una distancia entre dos puntos cercanos en el espacio, en términos de las coordenadas de estos puntos. Un sistema de coordenadas ubica puntos en un espacio (de cualquier número de dimensiones) asignando números únicos conocidos como coordenadas, a cada punto. La métrica es entonces una fórmula que convierte las coordenadas de dos puntos en distancias.
Por ejemplo, considerando la medida de la distancia entre dos lugares en la superficie de la Tierra. Este es un ejemplo familiar sencillo de una geometría no euclidiana. Debido a que la superficie de la Tierra es bidimensional, los puntos en la superficie de la Tierra se pueden especificar mediante dos coordenadas, por ejemplo, la latitud y la longitud. La especificación de una métrica requiere que uno primero especifique las coordenadas utilizadas. En nuestro ejemplo sencillo de la superficie de la Tierra, podemos elegir cualquier tipo de sistema de coordenadas, por ejemplo latitud y longitud o coordenadas cartesianas (X-Y-Z). Una vez que hemos elegido un sistema de coordenadas específico, el valor numérico de las coordenadas de dos puntos cualesquiera de las coordenadas de dos puntos son determinados de forma unívoca y basándonos en las propiedades del espacio sobre el que se está discutiendo, la métrica apropiada también se establece matemáticamente. En la superficie curvada de la Tierra, podemos ver este efecto en vuelos de largo recorrido donde la distancia entre dos puntos es medida basándose en un gran círculo y no a lo largo de la línea recta que pasa a través de la Tierra. En teoría hay siempre un efecto debido a esta curvatura, incluso para pequeñas distancias, pero en la práctica para lugares "cercanos", la curvatura de la Tierra es tan pequeña que es despreciable para distancias cortas.
Los puntos en la superficie de la Tierra se pueden especificar dando dos coordenadas. Debido a que el espacio-tiempo tiene cuatro dimensiones, tenemos que especificar los puntos en dicho espacio-tiempo dando cuatro coordenadas. Las coordenadas más convenientes en cosmología se llaman coordenadas comóviles. Debido a que el espacio parece ser Euclídeo, en una gran distancia se pueden especificar las coordenadas espaciales en términos de x, y, z, aunque otras alternativas como las coordenadas esféricas son utilizadas habitualmente. La cuarta coordenada necesaria es el tiempo, que se específica en las coordenadas comóviles como el tiempo cosmológico. La métrica del espacio a partir de las observaciones, parece ser euclídeo a gran escala. Lo mismo no se puede decir de la métrica del espacio-tiempo, sin embargo. La naturaleza no euclídea del espacio-tiempo se manifiesta por el hecho de que la distancia entre puntos con coordenadas constantes crece con el tiempo, más que permanecer constantes.
Técnicamente, la expansión métrica del espacio es una característica de muchas soluciones de las ecuaciones del campo de Einstein de la relatividad general y la distancia se mide utilizando el intervalo de Lorentz. Esta explicación teórica proporciona una explicación clara observacional de la ley de Hubble que indica que las galaxias más lejanas de nosotros parecen estar retrocediendo más deprisa que las galaxias que están más cercanas a nosotros. En espacios que se expanden, la métrica cambia con el tiempo de una forma que causa que las distancias parezcan mayores en momentos posteriores, de tal manera que en nuestro universo del Big Bang, observamos fenómenos asociados con la expansión métrica del espacio. Si vivimos en un espacio que se contrae (un universo del Big Crunch) observaremos fenómenos asociados con una métrica de contracción del espacio.
Los primeros modelos relativistas predijeron que un universo que era dinámico y contenía materia gravitacional ordinaria se contraería más que expandiría. La primera propuesta de Einstein para una solución a este problema incluía añadir una constante cosmológica en sus teorías para balancear la contracción y obtener una solución estática para el universo. Pero en 1922 Alexander Friedman halló sus famosas ecuaciones de Friedmann, demostrando que el universo se podía expandir y presentando la velocidad de expansión para este caso. Las observaciones de Edwin Hubble en 1929 confirmaron que las galaxias distantes estaban todas alejándose aparentemente de nosotros por lo que los científicos aceptaron que el universo se estaba expandiendo. Hasta los desarrollos teóricos de los años 1980 nadie tuvo una explicación de por qué era así este caso, pero con el desarrollo de los modelos de inflación cósmica, la expansión del universo se convirtió en una característica general resultante del falso vacío. Por consiguiente, la pregunta de "¿Por qué está el universo expandiéndose?" es ahora contestada comprendiendo los detalles del proceso de descomposición de la inflación que ocurrió en los primeros 10−32 segundos de existencia de nuestro universo. Se sugiere que en este momento la propia métrica cambió exponencialmente, causando que el espacio cambie de algo más pequeño que un átomo a unos 100 millones de años luz.

## Medición de distancias
En la expansión del espacio, la distancia es una cantidad dinámica que cambia con el tiempo. Hay varias formas diferentes de definir distancias en cosmología, conocidas como medidas de distancia, pero la más común es la distancia comóvil.
La métrica solo define la distancia entre puntos cercanos. Para definir la distancia entre puntos distantes arbitrariamente, uno tiene que especificar dos parámetros: los puntos y una curva específica que los conecte. La distancia entre los puntos se puede hallar encontrando la longitud de esta curva de conexión. La distancia comóvil define esta curva de conexión como una curva de tiempo cosmológico constante. Operacionalmente, las distancias comóviles no pueden ser directamente medidas por un simple observador con las limitaciones de la Tierra. Para determinar la distancia de objetos distantes, los astrónomos generalmente miden la luminosidad de Candela estándar o el factor de corrimiento al rojo z de galaxias lejanas y entonces convertir estas medidas en distancias basadas en algunos modelos particulares de espacio-tiempo, como el modelo Lambda-CDM.

## Pruebas observacionales
No fue hasta el año 2000 en que los científicos finalmente tuvieron todas las piezas de pruebas observacionales directas para confirmar cuantitativamente la métrica de expansión del universo. Sin embargo, antes del descubrimiento de esta prueba, los cosmólogos teóricos consideraron que la métrica de expansión del espacio era una característica probable del universo basada en lo que ellos consideraban que era un pequeño número de suposiciones razonables en el modelado del universo. Las más importantes fueron:
- el principio cosmológico que exige que el universo parezca el mismo en todas las direcciones (isótropo) y tenga aproximadamente la misma mezcla suave de material (homogéneo).
- el principio copernicano que exige que no hay un lugar en el universo preferido (es decir, el universo no tiene "punto de partida").

En varios grados, los cosmólogos han descubierto pruebas apoyando estas suposiciones además de las observaciones directas de la expansión del espacio. Hoy, la métrica de expansión del espacio es considerada por los cosmólogos como una característica observada basándose en que aunque no se pueda ver directamente, las propiedades del universo que los científicos han probado y que pueda ser observada proporciona una confirmación convincente. Las fuentes de la confirmación son:
- Edwin Hubble mostró que todas las galaxias y objetos astronómicos distantes se estaban alejando de nosotros (ley de Hubble) como predecía una expansión universal.[10] Utilizando el corrimiento al rojo de su espectro electromagnético para hallar la distancia y la velocidad de objetos remotos en el espacio, mostró que todos los objetos se estaban alejando de nosotros y que su velocidad es proporcional a su distancia, una característica de la métrica de expansión. Estudios posteriores volvieron a mostrar que la expansión era extremadamente isótropa y homogénea, es decir, no parece tener un punto especial como "centro", pero parece Universal e independiente de cualquier punto central fijo.
- En estudios de la estructura a gran escala del universo tomados de expediciones de corrimiento al rojo se descubrió el llamado "Final de la Grandeza" en las mayores escalas del universo. Hasta que estas escalas fueron inspeccionadas, el universo parecía "grumoso" con grupos de cúmulos galácticos y supercúmulos y filamentos que tenían cualquier característica excepto isótropos y homogéneos. Esta grumosidad desaparece en una distribución lisa de galaxias en las escalas más grandes.
- La distribución isótropa a través del cielo de ráfagas de rayos gamma distantes y supernovas es otra confirmación del Principio Cosmológico.
- El Principio Copernicano no fue realmente comprobado en una escala cosmológica hasta que las medidas de los efectos de la radiación de fondo de microondas en la dinámica de sistemas astrofísicos distantes. Como se informó desde un grupo de astrónomos del European Southern Observatory, la radiación que impregna el universo es más cálida que en los primeros tiempos.[11] El enfriamiento uniforme de la radiación del fondo cósmico de microondas durante millones de años es explicable ahora si el universo está experimentando una expansión métrica.

Tomadas conjuntamente, la única teoría que explica coherentemente estos fenómenos depende de que el espacio se expanda a través de un cambio en la métrica. De modo interesante, no fue hasta el descubrimiento en el año 2000 de las pruebas observacionales directas para el cambio de temperatura del fondo cósmico de microondas que las construcciones más extrañas no fueron excluidas. Hasta ese momento, estaban basadas puramente en una suposición de que el universo no se comportaba como si la Vía Láctea estuviera en el centro de una métrica fija con una explosión universal de galaxias en todas las direcciones (como se ve, por ejemplo, en el modelo de Milne).
Además, los científicos están seguros de que las teorías que dependen de la expansión métrica del espacio son correctas porque han pasado las rigurosas pruebas del método científico. En particular, cuando los cálculos físicos son realizados basándonos en las teorías actuales (incluyendo la métrica de expansión), parecen dar resultados y predicciones que, en general, están de acuerdo extremadamente cercanos con observaciones astrofísicas y de física de partículas. La universalidad espacial y temporal de las leyes físicas fue hasta hace poco tomada como una suposición filosófica fundamental que ahora es comprobada en los límites observacionales del tiempo y el espacio. Esta prueba es tomada muy en serio porque el nivel de detalle y la cantidad total de medidas que las teorías predicen se puede mostrar que coincide de forma precisa y exacta con la realidad visible. El nivel de precisión es difícil de cuantificar, pero está en el orden de la precisión vista en las constantes físicas que gobiernan la física del universo.

## Analogía con modelos
Debido a que la métrica de expansión no se ve en la escala física de los humanos y el concepto puede ser difícil de comprender, existen tres analogías fundamentales: la analogía de las hormigas en un balón, la de la hoja de caucho y la del pan de pasas, que se han desarrollado para ayudar en la comprensión conceptual. Cada analogía tiene sus beneficios y sus inconvenientes.

### Modelo de las hormigas en un balón
El modelo de las hormigas en un balón es una analogía bidimensional para la métrica de expansión tridimensional. Una hormiga se imagina que está restringida a moverse en la superficie de un balón que para la comprensión de la hormiga es la extensión total del espacio (ver el artículo en Flatlandia para más consecuencias de una restricción bidimensional). En una de las primeras etapas del universo-balón, la hormiga mediría distancias entre puntos separados del balón que sirven como un estándar con el que se puede medir el factor de escala. El balón se infla un poco más y entonces la distancia entre los mismos puntos es medida y determinada por un factor proporcional. La superficie del balón sigue pareciendo plana y aun así todos los puntos han retrocedido desde la hormiga, a su vez cada punto en la superficie del balón está proporcionalmente más lejos de la hormiga que antes de que el universo-balón se inflara. Esto explica cómo un universo en expansión puede resultar que todos los puntos retrocedan entre sí simultáneamente. 
En el límite en que la hormiga es pequeña y el balón es enorme, la hormiga también puede detectar cualquier curvatura asociada con la geometría de la superficie (que es aproximadamente una geometría elíptica para la superficie exterior de un balón curvado). Para la hormiga, el balón parece ser un plano que se extiende hacia afuera en todas direcciones. Esto imita el llamado "problema de la planitud" visto en nuestro propio universo observable que parece incluso en las escalas más grandes seguir las leyes geométricas asociadas con la geometría plana. Como las hormigas en un enorme balón, mientras podamos detectar la curvatura, en mayores, escalas observables sería una curvatura residual. La forma del universo que observamos se considera que es plana, cosa que no pasa con las condiciones iniciales que el universo tuvo en la inflación cósmica que causó que el universo se empezara a expandir en primer lugar.
En la analogía, las dos dimensiones del balón no se expanden en cualquier cosa ya que la superficie del balón admite infinitos caminos en todas direcciones en todo momento. Hay alguna posibilidad de confusión en esta analogía ya que el balón puede ser visto por un observador externo que vería la tercera dimensión de expansión (en la dirección radial), pero esto no es una característica de la expansión métrica, más que el resultado de la elección arbitraria del balón que ocurre que está en una variedad incrustada en una tercera dimensión. Esta tercera dimensión no es matemáticamente necesaria para que ocurra la métrica de expansión bidimensional y la hormiga que está confinada en la superficie del balón no tiene forma de determinar si una tercera dimensión existe o no. Puede ser útil visualizar una tercera dimensión, pero el hecho es que la expansión no requiere teóricamente que tal dimensión exista. Este es el porqué de que la pregunta "¿dentro de qué se está expandiendo el universo?" está mal formulada. La métrica de expansión no tiene que avanzar "hacia" nada. El universo que habitamos se expande y las distancias se harán mayores, pero eso no significa que hay un mayor espacio en el que se está expandiendo.

### Modelo de la expansión de la hoja de caucho
Parecido al modelo de las hormigas en un balón, la expansión de la hoja de caucho es un modelo que representa la expansión ignorando la tercera dimensión. En vez de contar con un balón expandiéndose en tres dimensiones, el modelo de la hoja de caucho describe una hoja de caucho infinita que es estirada en ambas direcciones. Los objetos pesados posicionados en la hoja crean depresiones y picos de curvatura local de la misma forma que las galaxias masivas curvan el espacio-tiempo en los pozos gravitacionales de nuestro universo. Todos estos objetos parecen estar retrocediendo los unos con los otros a menos que sean capturados en el pozo gravitacional de otro (un proceso llamado virialización). La hoja de caucho infinita permanece infinita y bidimensional, pero las distancias entre puntos en la hoja se incrementan estacionariamente con la expansión. Este modelo tiene la ventaja sobre el modelo del balón de una geometría bidimensional plana macroscópica que se corresponde bien con la falta de curvatura tridimensional medida en nuestro universo observable.

### Modelo del pan de pasas
El modelo del pan de pasa imagina las galaxias como si fueran pasas en una masa de pan de pasas que "crecerá" o "expandirá" cuando se cocine. Según ocurra la expansión, cada una de las pasas se irá más lejos de cada otra mientras que las propias pasas conservan su tamaño. La masa entre las pasas en el modelo hace de espacio entre galaxias mientras que las pasas son "objetos acotados", en vez de objetos de expansión. Este modelo es útil para explicar cómo es que las normas convencionales se pueden determinar midiendo la expansión. En un universo vacío, el espacio es la única regla, y esta regla se expande con el espacio. No habría manera de distinguir entre un universo en expansión y un universo estático. Solo en un universo dónde hay objetos acotados y no se expanden de tal manera que las reglas son independientes de la expansión métrica, se puede realizar medidas.
Como el modelo de las hormigas en el balón, este modelo también sufre el problema de que el pan de pasas se está expandiendo en el horno. Para hacer la analogía con el universo, es necesario imaginar un pan de pasas que no tenga un borde observable. La expansión seguiría ocurriendo, pero la pregunta, "¿dentro de qué se está expandiendo el pan de pasas?" no tendría significado.

## Corrección de distancias
Debido a la expansión del universo, el número de años luz {\displaystyle D} que nos separa de una fuente luminosa y el tiempo {\displaystyle T} en que esea señal luminosa fue emitida multiplicada por la velocidad de la luz no coinciden {\displaystyle D>cT}. Por ejemplo, el límite del universo observable está a unos 46500 millones de años luz, aun cuando la luz emitida desde ese límite ha tardado en llegar a la Tierra unos 13790 millones de años.